# Краніосакральна терапія
Краніосакральна терапія («cranium» — череп і «sacrum» — крижі) — вид терапії в альтернативній медицині, що використовує м’які дотики для пальпації синартрозних суглобів черепа. Прихильники даного методу просувають його як панацею від численних захворювань, але фактично він заснований на фундаментальних оманах щодо фізіології людського черепа.
Метод винайдений остеопатом Джоном Апледжером у 1970-і роки, і є відгалуженням краніальної остеопатії, розробленої Вільямом Гарнером Сазерлендом у 1930-і роки.
Краніосакральна терапія псевдонаукова, а її практика є видом шарлатанства. Медичні дослідження не знайшли переконливих доказів того, що КСТ або черепна остеопатія приносять якусь користь для здоров’я. Більш того, при застосуванні на дітях і особливо на немовлятах вони можуть приносити шкоду. Основні твердження КСТ не відповідають дійсності, а її практиканти часто ставлять одним і тим же пацієнтам суперечливі і взаємовиключні діагнози.